# Đurđevo
Đurđevo (serbocroata cirílico: Ђурђево; rusino: Дюрдьов; húngaro: Sajkásgyörgye) es un pueblo de Serbia perteneciente al municipio de Žabalj en el distrito de Bačka del Sur de la provincia autónoma de Voivodina.
En 2011 tenía 5092 habitantes. Dos terceras partes de los habitantes son étnicamente serbios y una cuarta parte rusinos.
Se conoce la existencia del pueblo desde 1513, cuando aparece en documentos del reino de Hungría. El asentamiento original se despobló durante la ocupación otomana y no se repobló hasta 1800, cuando se asentaron aquí serbios procedentes de Temerin. En la segunda mitad del siglo XIX, llegaron al pueblo rusinos procedentes de Ruski Krstur y Kucura.
Se ubica sobre la carretera 114, a medio camino entre Žabalj y Šajkaš.